# Preston (Kansas)
Preston es una ciudad ubicada en el condado de Pratt en el estado estadounidense de Kansas. En el año 2010 tenía una población de 158 habitantes y una densidad poblacional de 131,67 personas por km².

## Geografía
Preston se encuentra ubicada en las coordenadas 37°45′36″N 98°33′16″O / 37.76000, -98.55444 (37.759981, -98.554549).

## Demografía
Según la Oficina del Censo en 2000 los ingresos medios por hogar en la localidad eran de $31,607 y los ingresos medios por familia eran $31,429. Los hombres tenían unos ingresos medios de $29,375 frente a los $17,000 para las mujeres. La renta per cápita para la localidad era de $12,899. Alrededor del 8.7% de la población estaban por debajo del umbral de pobreza.